# نوروز بزرگ
نوروز بزرگ یا نوروز ملوک یا خرداد روز نام ششمین روز فروردین ماه در ایران باستان بوده‌است.
«خردادامشاسپند» موکل بر آب است و این روز بدو منسوب می‌باشد. این روز در میان جشن‌ها و اعیاد فراوان ایران باستان به ویژه دوران ساسانیان از اهمیت و ارزش و تقدس خاصی بهره داشته‌است. به زبان پارسی میانه رساله‌ای هست به نام «ماه فروردین روز خرداد» که بسیاری از حوادث مهم به موجب آن در چنین روزی واقع شده از جمله زرتشتیان بدان باور دارند که تولد زرتشت نیز در چنین روزی است.
در گاه‌شماری ایران باستان، روز ششم هر ماه شمسی و ماه سوم هر سال خورشیدی، بنام خرداد می‌باشد. شمس‌الدین دمشقی در نخبةالدهر نوشته است: ششمین روز از نخستین ماه سال، نوروز بزرگ، نامیده می‌شود. شاهان ایران در پنج روز اول سال، به کار ادارهٔ کشور می‌پرداختند، روز ششم را با خود خلوت می‌کردند.
ابوریحان بیرونی این اطلاعات را به ما می‌دهد که انعکاسی از باورها و رسم‌هایی است که در دوران ساسانی معمول بوده است، بیرونی می‌نویسد، ششمین روز فروردین، روز خرداد، نوروز بزرگ است و در میان ایرانیان جشنی، بااهمیت بسیار است. گویند که خدا در این روز آفرینش همهٔ آفریدگان را به پایان رسانید و دراین روز او، مشتری (سیاره) را آفرید و فرخنده‌ترین ساعت‌های آن روز ساعات مشتری است. زرتشتیان گویند که در این روز زرتشت توفیق یافت که با خداوند مناجات کند. کیخسرو بر هوا در این روز عروج کرد و در این روز برای ساکنان کرهٔ زمین سعادت را قسمت می‌کنند و از اینجاست که ایرانیان این روز را روز امید نام نهادند. هر کس در بامداد این روز پیش از آنکه سخن گوید شکر بچشد و با روغن زیتون تن خود را چرب کند در همه سال از انواع بلاها سالم خواهد ماند.
بعدها وقتی ایرانیان اسلام و تقویم عرب را پذیرفتند، جشن زرتشتی جشن فروردگان و نوروز بزرگ، در ششمین روز ماه فروردین، از بین رفت.